# (65407) 2002 RP120
(65407) 2002 RP120 — транснептуновий об'єкт, відкритий 4 вересня 2002 року. Це особливий об'єкт: його орбіта має найбільший ексцентриситет з усіх астероїдів, що мають номери (станом на липень 2004 року). Крім того, він є членом особливої групи ретроградних астероїдів, яка складається лише з двох об'єктів (другий — 20461 Діоретса). Його класифікація невизначена, оскільки це й дамоклоїд (великий ексцентриситет і сильний нахил орбіти, характерні для зруйнованих комет), і об'єкт розсіяного диска (транснептунові об'єкти з дуже ексцентричною орбітою). Імовірно, об'єкт був викинутий з області екліптики Нептуном.
Тіссеранів параметр щодо Юпітера — -0,847.